# Renszeneb
Renszeneb Amenemhat ókori egyiptomi fáraó volt a XIII. dinasztia idején. Kim Ryholt kronológiája szerint a dinasztia 14. fáraója, Detlef Franke szerint a 13., Jürgen von Beckerath szerint a 16. Kevés említése maradt fenn, uralkodói neve nem ismert.

## Említései
Főleg a torinói királylistáról ismert, ahol neve a 7. oszlop 16. sorában (Gardiner számozása szerint a 6. oszlop 6. sorában) szerepel. Négy hónap uralkodási időt tulajdonítanak neki.
Neve egyetlen kortárs említése egy szteatitgyöngyön maradt fenn, melyet Percy Newberry látott egy kairói régiségüzletben 1929-ben. Itt Renszeneb Amenemhatként szerepel, amelyet Ryholt úgy értelmez, hogy „Renszeneb, Amenemhat fia”. A Renszeneb előtti, hozzá a kronológiában legközelebb álló Amenemhat nevű fáraó VI. Amenemhat, aki körülbelül tíz évvel korábban uralkodott. A közte és Renszeneb közt uralkodó három fáraónak – Szehotepibré, Szeuadzskaré és Nedzsemibré – csak az uralkodói neve ismert, személyneve nem, így még az is lehetséges, hogy valamelyiküké Amenemhat volt, így ő Renszeneb apja. Mások, köztük Stephen Quirke nem értenek egyet ezzel a feltételezéssel.
Renszeneb utóda, Hór valószínűleg nem királyi származású, mivel sehol nem említi szüleit. Ebből kiindulva Ryholt feltételezi, hogy Hór trónbitorló volt. A XIII. dinasztia királyainak rövid uralkodási ideje egyébként is jól mutatja a korszak általános politikai instabilitását.

## Fordítás
- Ez a szócikk részben vagy egészben  a   Renseneb című angol Wikipédia-szócikk ezen változatának fordításán alapul.  Az eredeti cikk szerkesztőit annak laptörténete sorolja fel. Ez a jelzés csupán a megfogalmazás eredetét és a szerzői jogokat jelzi, nem szolgál a cikkben szereplő információk forrásmegjelöléseként.